# Birch (Wisconsin)
Birch è una comunità non incorporata situata all'interno della città di Sanborn nella contea di Ashland, Wisconsin, Stati Uniti. Birch si trova sulla U.S. Route 2, 24 km ad est-sud-est di Ashland, nella  riserva indiana di Bad River.

## Storia
Deve il suo nome al fatto che il luogo della città originaria era una foresta di betulle bianche (White birch in lingua inglese).